# Coppa del Mondo di ginnastica ritmica 2014
Le tappe di Coppa del Mondo di ginnastica ritmica 2014 comprendono un evento di categoria A (Smirne) e otto eventi di categoria B. Fatta eccezione per Corbeil-Essones, che è un concorso riservato esclusivamente alle atlete individualiste, tutte le tappe sono dotate di tornei individuali e concorsi di gruppo. L'evento All-around serve anche come qualificazione per l'evento di categoria A.
Con nove tappe in Europa, le gare sono in programma il 14-16 marzo a Debrecen (HUN), 22-23 marzo a Stoccarda (GER), 3-6 aprile a Lisbona (POR), 11-13 aprile a Pesaro (ITA) , 9-11 maggio a Corbeil-Essonnes (FRA), 22-24 maggio a Tashkent (UZB), 30 maggio-1º giugno a Minsk (BLR), 9-10 agosto a Sofia (BUL), e 5-7 settembre a Kazan' (RUS).
I punti delle quattro migliori prestazioni negli eventi di World Cup ottenuti da ogni partecipante vengono raccolti e sommati. In base al totale verranno quindi premiate per ogni categoria le atlete che avranno ottenuto più punti, durante la tappa finale di Kazan', Russia.
Jana Kudrjavceva diventa la vincitrice della serie finale individuale all-around della World Cup davanti alla compagna di squadra Margarita Mamun. Terza la bielorussa Melitina Staniouta davanti alla compagna di squadra Katsiaryna Halkina. Quinta la sud-coreana Son Yeon-jae.

## Formato
| Data                     | Categoria | Luogo            | Tipo                    |
| ------------------------ | --------- | ---------------- | ----------------------- |
| 14–16 marzo 2014         | Cat. B    | Debrecen         | Individualiste & Gruppi |
| 22–23 marzo 2014         | Cat. A    | Stoccarda        | Individualiste & Gruppi |
| 3–6 aprile 2014          | Cat. B    | Lisbona          | Individualiste & Gruppi |
| 11–13 aprile 2014        | Cat. B    | Pesaro           | Individualiste & Gruppi |
| 9–11 maggio 2014         | Cat. B    | Corbeil-Essonnes | Individualiste          |
| 22–24 maggio 2014        | Cat. B    | Tashkent         | Individualiste & Gruppi |
| 30 maggio–1º giugno 2014 | Cat. B    | Minsk            | Individualiste & Gruppi |
| 9–10 agosto 2014         | Cat. B    | Sofia            | Individualiste & Gruppi |
| 5–7 settembre 2014       | Cat. B    | Kazan'           | Individualiste & Gruppi |

## Vincitrici

### Concorso generale

#### Individualiste
| Competizioni     | Oro                  | Argento            | Bronzo                |
| ---------------- | -------------------- | ------------------ | --------------------- |
| Categoria A      |                      |                    |                       |
| Stoccarda        | Jana Kudrjavceva     | Margarita Mamun    | Marija Titova         |
| Categoria B      |                      |                    |                       |
| Debrecen         | Aleksandra Soldatova | Ganna Rizatdinova  | Elizaveta Nazarenkova |
| Lisbona          | Son Yeon-Jae         | Melitina Staniouta | Dina Averina          |
| Pesaro           | Jana Kudrjavceva     | Margarita Mamun    | Ganna Rizatdinova     |
| Corbeil-Essonnes | Margarita Mamun      | Jana Kudrjavceva   | Ganna Rizatdinova     |
| Tashkent         | Margarita Mamun      | Jana Kudrjavceva   | Aleksandra Soldatova  |
| Minsk            | Jana Kudrjavceva     | Melitina Staniouta | Margarita Mamun       |
| Sofia            | Jana Kudrjavceva     | Margarita Mamun    | Son Yeon-Jae          |
| Kazan'           | Jana Kudrjavceva     | Margarita Mamun    | Melitina Staniouta    |

#### Gruppi
| Competizioni | Oro         | Argento     | Bronzo      |
| ------------ | ----------- | ----------- | ----------- |
| Categoria A  |             |             |             |
| Stoccarda    | Russia      | Italia      | Bulgaria    |
| Categoria B  |             |             |             |
| Debrecen     | Azerbaigian | Cina        | Israele     |
| Lisbona      | Spagna      | Azerbaigian | Giappone    |
| Lisbona      | Spagna      | Azerbaigian | Ucraina     |
| Pesaro       | Italia      | Bielorussia | Bulgaria    |
| Tashkent     | Russia      | Israele     | Azerbaigian |
| Minsk        | Bulgaria    | Spagna      | Giappone    |
| Minsk        | Bulgaria    | Spagna      | Israele     |
| Sofia        | Russia      | Bulgaria    | Italia      |
| Kazan'       | Russia      | Bielorussia | Spagna      |

### Finali

#### Cerchio
| Competizioni     | Oro                | Argento            | Bronzo               |
| ---------------- | ------------------ | ------------------ | -------------------- |
| Categoria A      |                    |                    |                      |
| Stoccarda        | Jana Kudrjavceva   | Non assegnata      | Melitina Staniouta   |
| Stoccarda        | Margarita Mamun    | Non assegnata      | Melitina Staniouta   |
| Categoria B      |                    |                    |                      |
| Debrecen         | Marina Durunda     | Viktoria Mazur     | Aleksandra Soldatova |
| Lisbona          | Melitina Staniouta | Marija Titova      | Son Yeon-Jae         |
| Pesaro           | Jana Kudrjavceva   | Margarita Mamun    | Ganna Rizatdinova    |
| Corbeil-Essonnes | Ganna Rizatdinova  | Jana Kudrjavceva   | Kseniya Moustafaeva  |
| Tashkent         | Jana Kudrjavceva   | Melitina Staniouta | Neta Rivkin          |
| Minsk            | Jana Kudrjavceva   | Son Yeon-Jae       | Marina Durunda       |
| Sofia            | Jana Kudrjavceva   | Melitina Staniouta | Son Yeon-jae         |
| Kazan'           | Margarita Mamun    | Jana Kudrjavceva   | Son Yeon-jae         |

#### Palla
| Competizioni     | Oro               | Argento              | Bronzo             |
| ---------------- | ----------------- | -------------------- | ------------------ |
| Categoria A      |                   |                      |                    |
| Stoccarda        | Jana Kudrjavceva  | Melitina Staniouta   | Margarita Mamun    |
| Stoccarda        | Jana Kudrjavceva  | Melitina Staniouta   | Ganna Rizatdinova  |
| Categoria B      |                   |                      |                    |
| Debrecen         | Ganna Rizatdinova | Aleksandra Soldatova | Katsiaryna Halkina |
| Lisbona          | Son Yeon-Jae      | Melitina Staniouta   | Marina Durunda     |
| Pesaro           | Jana Kudrjavceva  | Margarita Mamun      | Son Yeon-Jae       |
| Corbeil-Essonnes | Ganna Rizatdinova | Aleksandra Soldatova | Non assegnata      |
| Corbeil-Essonnes | Ganna Rizatdinova | Katsiaryna Halkina   | Non assegnata      |
| Tashkent         | Jana Kudrjavceva  | Margarita Mamun      | Melitina Staniouta |
| Minsk            | Jana Kudrjavceva  | Margarita Mamun      | Melitina Staniouta |
| Sofia            | Jana Kudrjavceva  | Margarita Mamun      | Son Yeon-Jae       |
| Kazan'           | Jana Kudrjavceva  | Margarita Mamun      | Melitina Staniouta |

#### Clavette
| Competizioni     | Oro                  | Argento            | Bronzo                |
| ---------------- | -------------------- | ------------------ | --------------------- |
| Categoria A      |                      |                    |                       |
| Stoccarda        | Jana Kudrjavceva     | Non assegnata      | Melitina Staniouta    |
| Stoccarda        | Margarita Mamun      | Non assegnata      | Melitina Staniouta    |
| Categoria B      |                      |                    |                       |
| Debrecen         | Aleksandra Soldatova | Ganna Rizatdinova  | Elizaveta Nazarenkova |
| Lisbona          | Son Yeon-Jae         | Dina Averina       | Carolina Rodríguez    |
| Pesaro           | Jana Kudrjavceva     | Son Yeon-jae       | Melitina Staniouta    |
| Corbeil-Essonnes | Margarita Mamun      | Jana Kudrjavceva   | Deng Senyue           |
| Tashkent         | Margarita Mamun      | Melitina Staniouta | Elizaveta Nazarenkova |
| Tashkent         | Margarita Mamun      | Melitina Staniouta | Marina Durunda        |
| Minsk            | Yana Kudryavtseva    | Margarita Mamun    | Melitina Staniouta    |
| Sofia            | Jana Kudrjavceva     | Margarita Mamun    | Katsiaryna Halkina    |
| Kazan'           | Jana Kudrjavceva     | Melitina Staniouta | Katsiaryna Halkina    |

#### Nastro
| Competizioni     | Oro                  | Argento               | Bronzo             |
| ---------------- | -------------------- | --------------------- | ------------------ |
| Categoria A      |                      |                       |                    |
| Stoccarda        | Margarita Mamun      | Son Yeon-jae          | Melitina Staniouta |
| Categoria B      |                      |                       |                    |
| Debrecen         | Aleksandra Soldatova | Elizaveta Nazarenkova | Arina Charopa      |
| Lisbona          | Son Yeon-jae         | Arina Charopa         | Dina Averina       |
| Pesaro           | Jana Kudrjavceva     | Marija Titova         | Ganna Rizatdinova  |
| Corbeil-Essonnes | Jana Kudrjavceva     | Margarita Mamun       | Ganna Rizatdinova  |
| Tashkent         | Margarita Mamun      | Melitina Staniouta    | Marina Durunda     |
| Minsk            | Melitina Staniouta   | Margarita Mamun       | Son Yeon-jae       |
| Sofia            | Jana Kudrjavceva     | Melitina Staniouta    | Marija Titova      |
| Kazan'           | Jana Kudrjavceva     | Melitina Staniouta    | Katsiaryna Halkina |

#### 10 Clavette
| Competizioni | Oro         | Argento     | Bronzo        |
| ------------ | ----------- | ----------- | ------------- |
| Categoria A  |             |             |               |
| Stoccarda    | Russia      | Italia      | Azerbaigian   |
| Categoria B  |             |             |               |
| Debrecen     | Israele     | Cina        | Finlandia     |
| Lisbona      | Ucraina     | Giappone    | Non assegnata |
| Lisbona      | Ucraina     | Spagna      | Non assegnata |
| Pesaro       | Italia      | Bielorussia | Israele       |
| Tashkent     | Azerbaigian | Israele     | Russia        |
| Minsk        | Bulgaria    | Bielorussia | Israele       |
| Sofia        | Russia      | Bulgaria    | Spagna        |
| Kazan'       | Russia      | Bielorussia | Bulgaria      |

#### 3 Palle 2 Nastri
| Competizioni | Oro         | Argento       | Bronzo      |
| ------------ | ----------- | ------------- | ----------- |
| Categoria A  |             |               |             |
| Stoccarda    | Russia      | Israele       | Italia      |
| Categoria B  |             |               |             |
| Debrecen     | Cina        | Israele       | Azerbaigian |
| Lisbona      | Giappone    | Spagna        | Ucraina     |
| Pesaro       | Italia      | Israele       | Giappone    |
| Tashkent     | Russia      | Non assegnata | Giappone    |
| Tashkent     | Israele     | Non assegnata | Giappone    |
| Minsk        | Bulgaria    | Israele       | Spagna      |
| Sofia        | Russia      | Bulgaria      | Italia      |
| Kazan'       | Bielorussia | Non assegnata | Russia      |
| Kazan'       | Bulgaria    | Non assegnata | Russia      |